# Jules Thomas Philibert
Pour les articles homonymes, voir Philibert.
Jules Thomas Philibert est un homme politique français né le 6 juin 1799 à Saint-Julien-le-Montagnier (Var) et décédé le 18 janvier 1887 à Aups (Var).
Maire d'Aups, conseiller général, il est député du Var de 1848 à 1849, siégeant avec les républicains modérés.